# Виньоле Борбера
Виньо̀ле Борбѐра (на италиански: Vignole Borbera; на пиемонтски: Vigneule Borbaja, Виниеуле Борбая, на местен диалект: E Vigneue, Е Виниеуе) е село и община в Северна Италия, провинция Алесандрия, регион Пиемонт. Разположено е на 243 m надморска височина. Населението на общината е 2279 души (към 2010 г.).